# Ходыкино (Смоленская область)
Ходы́кино — деревня в Смоленской области России, в Ельнинском районе. Население — 39 жителей (2007 год). Расположена в юго-восточной части области в 0,5 км севернее Ельни, у автодороги Р137 Сафоново — Рославль. Входит в состав Ельнинского городского поселения.

## История
В годы Великой Отечественной войны деревня была местом ожесточённых боёв. Первый раз деревня была оккупирована гитлеровскими войсками в июле 1941 года Освобождена в ходе Ельнинской операции 30 августа 1941 года. Повторно оккупирована 5 октября 1941 года. Окончательно освобождена в ходе Ельнинско-Дорогобужской операции 30 августа 1943 года.

## Экономика
В деревне два садовых товарищества.